# Кам'яні Потоки
Кам'яні́ Пото́ки — село в Україні, центр Кам'янопотоківської сільської громади Кременчуцького району Полтавської області. Населення становить 3662 осіб. Орган місцевого самоврядування — Кам'янопотоківська сільська рада.

## Географія
Село Кам'яні Потоки лежить на правому березі річки Дніпро, вище за течією примикає село Садки, нижче за течією на відстані 2 км розташоване село Чикалівка. Вважається, що біля села Кам'яні Потоки починається Кам'янське водосховище. Через село проходить автомобільна дорога Н08.

## Історія
1646 року згадане як Кам'янка у переліку прилеглих до Кременчука населених пунктів та маєтків. Але історія поселення, ймовірно, сягає золотоординських часів (археологам відоме тут укріплення).
У XVIII столітті підпорядковане Потоцькій сотні Миргородського козацького полку (звідси новий варіант назви — Кам'яні Потоки).
У 1752—64 роках тут була 4 рота новосербського Пандурського полку.
Станом на 1886 рік у селі Павлиської волості Олександрійського повіту Херсонської губернії мешкало 2246 осіб, налічувалось 523 дворових господарства, існували православна церква, школа та лавка.

## Населення

### Мова
Розподіл населення за рідною мовою за даними перепису 2001 року:
| Мова       | Кількість | Відсоток |
| ---------- | --------- | -------- |
| українська | 3401      | 92.87%   |
| російська  | 249       | 6.80%    |
| румунська  | 5         | 0.14%    |
| білоруська | 4         | 0.11%    |
| вірменська | 2         | 0.05%    |
| гагаузька  | 1         | 0.03%    |
| Усього     | 3662      | 100%     |

## Інфраструктура
У селищі діє школа, сільська лікарська амбулаторія, відділення поштового зв'язку.
Також, в селі працює Комплексна дитячо-юнацька спортивна школа, вихованці якої, мають здобутки національного рівня.

## Пам'ятки
Див. також: Пам'ятки Кременчуцького району
- «Довгораківський заказник» — ботанічний заказник місцевого значення.
- «Виходи гранодіоритів» — геологічна пам'ятка природи місцевого значення.

## Відомі люди

### Народились
- Білий Андрій Сергійович (* 1995) — старший лейтенант Збройних сил України, учасник російсько-української війни.
- Головченко Володимир Іванович — дослідник історії української дипломатії, політичної думки, громадських рухів і політичних партій, міжнародних відносин у Азійсько-Тихоокеанському регіоні, політичної історії країн Азії і Африки, доктор політичних наук, професор.
- Некос Володимир Юхимович — географ, еколог, доктор географічних наук, професор, заслужений діяч науки і техніки України.
- Ялов Захар Петрович — (1870— 1923 )український борець, чемпіон світу з вільної боротьби.

## Галерея
|                      |                       |                                  |                     |
| Школа I—III ступенів | Лікарська амбулаторія | Кам'янопотоківська сільська рада | Школа I—II ступенів |

|                       |                         |                                                  |                 |
| Пам'ятник М. О. Щорсу | Свято-Покровська церква | Пам'ятна табличка Карлінському Івану Михайловичу | Братська могила |